# 稽神錄
《稽神錄》，志怪小說集，6卷，另有《拾遺》1卷，《補遺》1卷。北宋徐鉉著，一說出於門客蒯亮之手。
徐鉉好鬼神，《稽神錄》多寫鬼神怪異和因果報應故事，徐鉉自序稱“自乙未歲（935年）至乙卯（955年），凡二十年”，一說蒯亮“好大言夸誕，鉉喜之，館於門下，《稽神錄》中事，多亮所言”。太平兴国二年（977）徐铉开始编纂《太平廣記》，经李昉同意，书中采入《稽神录》故事，多达二百二十馀事。《稽神录》原书在宋末已佚，今本实赖《太平廣記》以存。有《涵芬樓》本。